# Nikolai Patrushev
Nikolai Platonovich Patrushev (em russo:  Никола́й Плато́нович Па́трушев; nascido em 11 de julho de 1951) é um político, oficial de segurança e oficial de inteligência russo que serve como secretário do Conselho de Segurança da Rússia desde 2008.   Anteriormente, atuou como diretor do Serviço Federal de Segurança (FSB) de 1999 a 2008. Pertencente à facção siloviki do círculo íntimo do presidente Vladimir Putin,  Patrushev é considerado um dos conselheiros mais próximos de Putin e uma figura importante por trás dos assuntos de segurança nacional da Rússia.  Ele desempenhou um papel fundamental nas decisões de tomar e anexar a Crimeia em 2014 e da invasão a Ucrânia em 2022.  Ele é considerado muito agressivo em relação ao Ocidente e aos EUA. Patrushev é visto por alguns observadores como um dos candidatos mais prováveis à sucessão de Putin.    

## Carreira

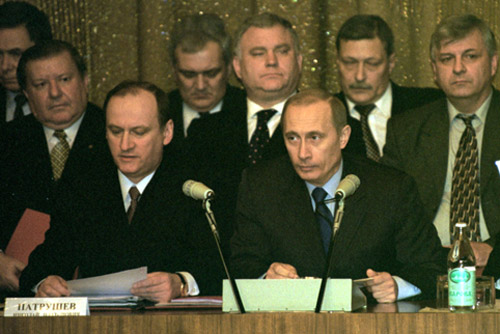
O presidente russo, Putin, e o então diretor do FSB, Patrushev, em uma reunião do conselho do Serviço de Segurança Federal em 2002

### Oficial de segurança da KGB (1975–1991)
Começando como oficial de segurança da KGB na cidade de Leningrado, Patrushev acabou se tornando chefe da unidade local anticontrabando e anticorrupção. 

### Carreira FSK e FSB (1992–1999)
Após o colapso da União Soviética, Patrushev continuou a trabalhar nos serviços de segurança e de 1992 a 1994 foi Ministro da Segurança da República da Carélia, enquanto em 1994 foi trazido para Moscovo como chefe da Direcção de Segurança Interna do Serviço de Contra-espionagem (FSK).
Em junho de 1995, Patrushevo tornou-se vice-chefe do Departamento de Organização e Inspeção do FSB. De maio a agosto de 1998, foi chefe da Diretoria de Controle da Casa Civil; de agosto a outubro, foi Vice-Chefe da Casa Civil; em outubro de 1998, foi nomeado vice-diretor do FSB e chefe da Diretoria de Segurança Econômica. Em abril de 1999, tornou-se Primeiro Vice-Diretor do FSB.

### Diretor do FSB (1999–2008)
Em 9 de agosto de 1999, um decreto do presidente Boris Yeltsin promoveu-o a Diretor, substituindo seu amigo íntimo Vladimir Putin.
O inquérito público do Reino Unido sobre o envenenamento do denunciante do FSB, Alexander Litvinenko, em 2006, concluiu que "a operação do FSB para matar o Sr. Litvinenko foi provavelmente aprovada pelo Sr. Patrushev e também pelo Presidente Putin". 

### Conselho de Segurança da Rússia (2008-presente)

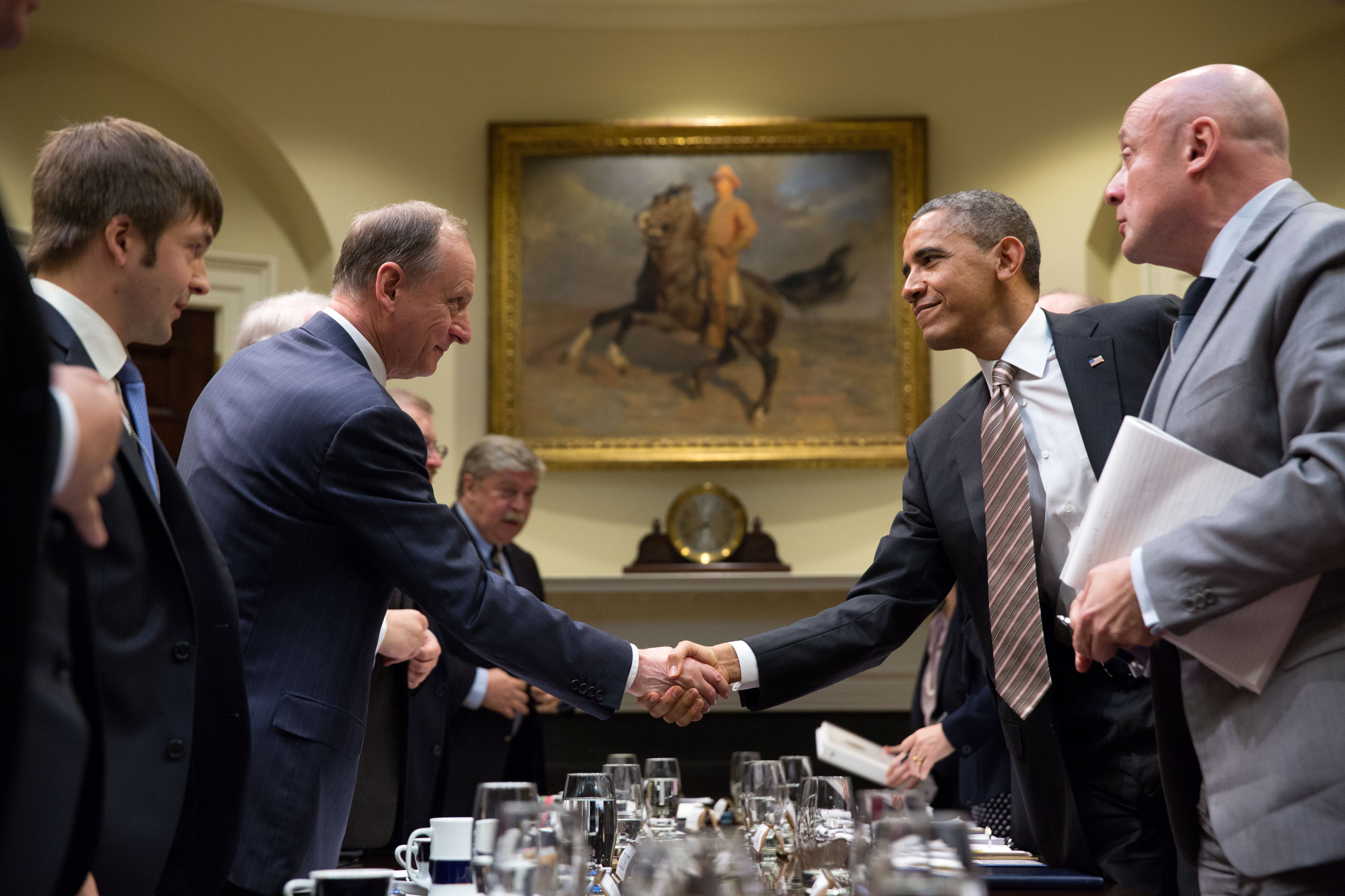
Patrushev com o presidente dos EUA, Barack Obama, na Casa Branca em Washington, DC, em 22 de maio de 2013

Desde maio de 2008, Patrushev é Secretário do Conselho de Segurança da Rússia, um órgão consultivo do Presidente que elabora as suas decisões sobre assuntos de segurança nacional.  
Patrushev considera que a Revolução da Dignidade de 2014 na Ucrânia foi iniciada pelos Estados Unidos. 
Patrushev acredita que os Estados Unidos “prefeririam muito que a Rússia não existisse”. 
Após o fracassou da conspiração de golpe de estado de outubro de 2016 em Montenegro, Patrushev foi citado por especialistas, como Mark Galeotti, como o homem de referência do Kremlin para os Bálcãs, o que foi interpretado como uma indicação da abordagem cada vez mais linha-dura da Rússia para a região, bem como a importância crescente deste último na estratégia de política externa da Rússia.   

## Sanções

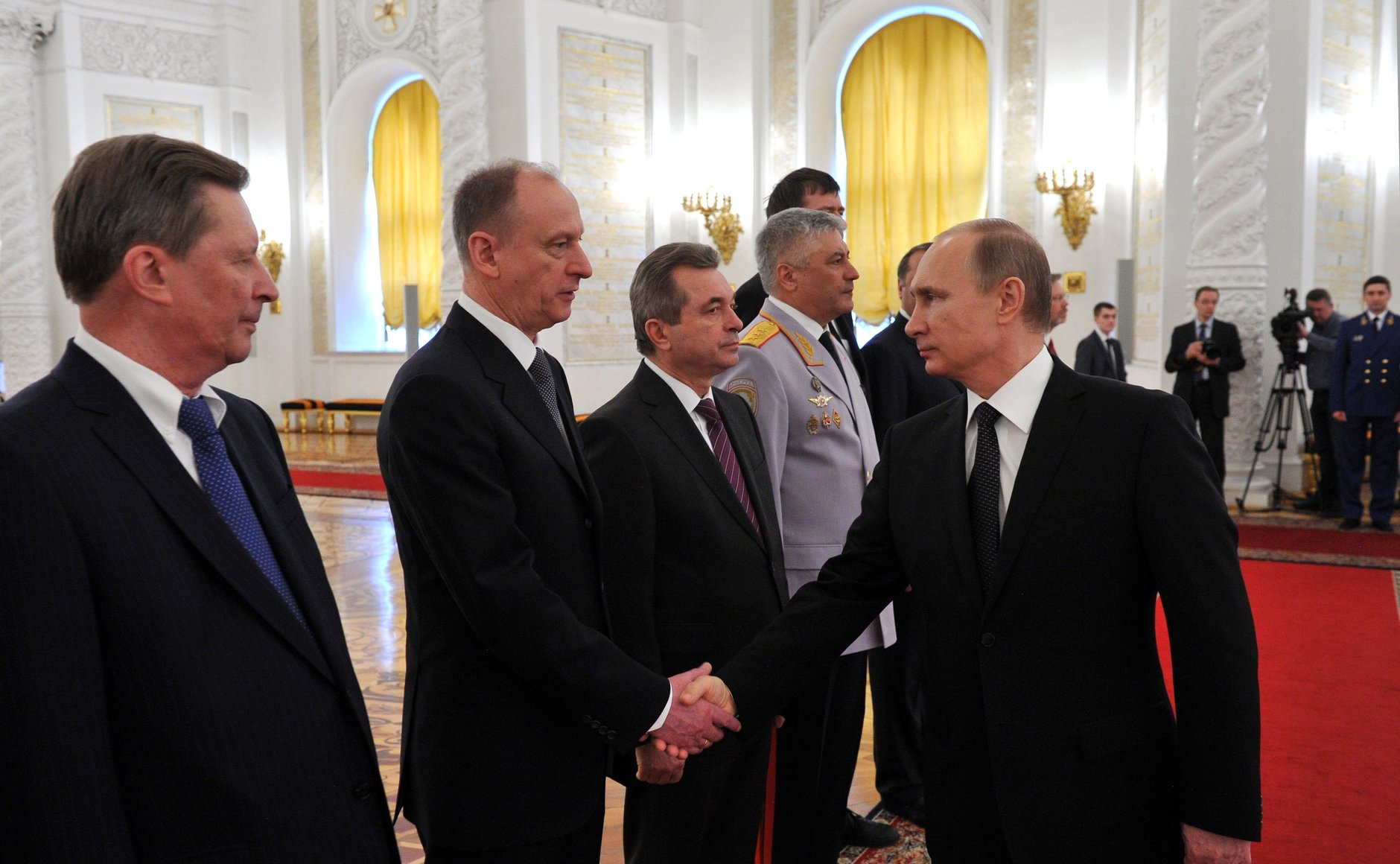
Patrushev em uma reunião de Vladimir Putin com altos funcionários e promotores em abril de 2015

Após a anexação da Crimeia pela Federação Russa em 2014, Patrushev foi colocado na lista da União Europeia de indivíduos sancionados na Rússia. 
Em abril de 2018, os Estados Unidos impuseram sanções a ele e a outros 23 cidadãos russos.  